# Epanaphe parva
Epanaphe parva is een vlinder uit de familie tandvlinders (Notodontidae), onderfamilie processievlinders (Thaumetopoeinae). De wetenschappelijke naam van deze soort is voor het eerst geldig gepubliceerd in 1891 door Aurivillius.
De soort komt voor in tropisch Afrika.